# Doutou
Doutou är en ort i Benin. Den ligger i den södra delen av landet, 80 km väster om huvudstaden Porto-Novo. Doutou ligger 79 meter över havet och antalet invånare är 22 099.
Terrängen runt Doutou är huvudsakligen platt. Doutou ligger uppe på en höjd. Närmaste större samhälle är Comé, 15,8 km söder om Doutou.
Omgivningarna runt Doutou är en mosaik av jordbruksmark och naturlig växtlighet. Runt Doutou är det ganska tätbefolkat, med 222 invånare per kvadratkilometer.